# Absurd
Absurd — один з найвідоміших НСБМ-гуртів Німеччини, визнаний тюринзьким відділом Федеральної служби захисту конституції Німеччини ультраправим екстремістським формуванням. Заснований 1992 року в Зондерсгаузені Гендріком Мебусом та Себастіяном Шаузейлем.

## Дискографія

### Демо
- Eternal Winter (1992)
- God’s Death (1992)
- Death from the Forest (1993)
- Sadness (1993)
- Out of the Dungeon (1994)
- Ubungsraum (1994)
- Thuringian Pagan Madness (1995)
- Sonnenritter (1999)

### Студійні альбоми
- Facta Loquuntur (No Colours, 1996)
- Werwolfthron (Nebelfee Klangwerke, 2001)
- Totenlieder (Nebelfee Klangwerke, 2003)
- Blutgericht (Nebelfee Klangwerke 2005)
- Der Fünfzehnjährige Krieg (Darker than Black / Nebelklang, 2008)

### EP/Спліти
- God’s Death / Sadness (1994)
- Totenburg / Die Eiche, спліт з Heldentum (Burznazg / Silencelike Death, 1997)
- Asgardsrei, EP (IG Farben, 1999)
- Wolfskrieger/Galdur Vikodlaks, спліт з Pantheon (Nebelfee Klangwerke, 2002)
- Raubritter, EP (Nebelfee Klangwerke, 2004)
- Ein Kleiner Vorgeschmack, сингл (Nebelfee Klangwerke, 2005)
- Grimmige Volksmusik, EP (Nebelfee Klangwerke, 2005)
- Raubritter / Grimmige Volksmusik (Darker than Black, 2007)
- Weltenfeind, спліт з Grand Belial's Key і Sigrblot (WTC, 2008)